# Can Feliz
Can Feliz es una residencia de verano construida por el arquitecto danés Jørn Utzon para sí mismo cerca de s'Horta, en la isla española de Mallorca. Fue finalizada en 1994 y está ubicada a unos pocos kilómetros tierra adentro en la ladera de una montaña cerca del pueblo, es la segunda casa que Utzon construyó en la isla, después de Can Lis. Al igual que la primera, Can Feliz está construida con arenisca local (marés) y consta de tres bloques separados para vivir, comer y dormir.

## Historia
Utzon visitó Mallorca en 1966 cuando regresaba de Australia después de tener discrepancias con las autoridades acerca de cómo terminar su obra más famosa, la Ópera de Sídney. A él le fascinó la isla y decidió construir una residencia de verano allí. Can Lis, completada en 1971, se ubica en la cima de un acantilado cerca de Portopetro. En la década de 1990, los Utzon pasaron mucho de su tiempo allí pero a medida que la luz del sol, el golpe de las olas contra el acantilado e intrusiones de entusiastas de la arquitectura en el lugar aumentaban, su molestia también lo hacía. Por lo tanto, Utzon decidió construir una segunda casa, esta vez más remota, en el interior del sitio. Él participó de forma activa en su construcción, la cual tenía ciertas similiritudes con Can Lis, sin embargo, esta fue recibiendo cambios sustanciales mientras iba avanzando la obra. Utzon se la presentó a su esposa Lis cuando estos celebraban su "boda de oro", poniendo un lazo rojo alrededor de la misma.

## Arquitectura
El diseño de Can Feliz es similar a Can Lis puesto que está construida en bloques, uno para vivir y trabajar, el segundo para la cocina y el comedor, y el tercero para los dormitorios. Pero a diferencia de Can Lis, esta está construida alrededor de una terraza como la de las viviendas locales de la isla, y sólo tiene un techo embaldosado cubriendo las tres secciones. La sala de estar está iluminada por 3 ventanas de bahía elevadas que tienen vista al campo y hacia el mar, es como un gran espacio tipo teatro dividido en dos niveles separado por 4 o 5 escalones. Él área superior está diseñada para trabajar, contiene estanterías grandes de madera, una gran mesa de trabajo con un sofá igual de grande y 5 mesedoras simples tapizadas de blanco que se extienden por el nivel inferior. Gran parte del mobiliario está hecho de piedra local, revestido además con mosaico esmaltado con motivos azules. En la parte sur, hay una gran terraza cubierta que dirige hacia una serie de plataformas interconectadas que conducen finalmente hasta la piscina. Mientras que en la parte norte, hay una logia y un patio. La construcción entera está terminada con más cuidado, restando algo de valor a la originalidad de Can Lis. Es considerada un estudio inigualable de la relación entre la estructura y la luz. Además, encaja perfectamente con los alrededores, demostrando el don de Utzon para adaptar las construcciones de acuerdo al ambiente natural.
A pesar de que la casa ocupa 400 o 500 metros cuadrados, sólo unos 150 metros cuadrados se dedican al espacio interior real. La misma está también escasamente amueblada. No hay pinturas en las paredes, sólo libros en los estantes de varias habitaciones, y la única decoración proviene del mosaico esmaltado y del azulejo negro sobre la sección de las paredes. En general, la edificación da una sensación de atemporalidad.

## Can Feliz en la actualidad
Hoy en día Can Feliz está habitada por la hija de Utzon, Lin, quien es una diseñadora de cerámicas.

## Literatura
- Martin Keiding & Kim Dirckinck-Holmfeld (ed.), Utzon's own houses (Las casas propias de Utzon), Utzon Library (Biblioteca Utzon), Copenhagen, Danish Architectural Press (Prensa Arquitectónica Danesa), 2004, 106 páginas.